# Доннелл Баллах О’Кахан
 Доннелл Баллах О’Кахан (ирл. Donnell Ballagh O'Cahan; ? — около 1626) — ирландский землевладелец в Ольстере. Вассал Хью О’Нила, графа Тирона, О’Кахан регулярно бунтовал вместе со своим лордом в последние годы XVI века. Хотя он не отправился в изгнание вместе с графом Тироном, он утверждал, что был предан английской короной, которую он обвинил в том, что она не смогла выполнить соглашение о предоставлении земель. Арестованный за государственную измену, он так и не предстал перед судом, но содержался в Лондонском тауэре до самой своей смерти около 1626 года.

## Биография и карьера
Доннелл Баллах О’Кахан был крупным землевладельцем в Ольстере. Он контролировал район между рекой Банн в Белфасте и рекой Фойл в графстве Лондондерри, которым он владел как вассал Хью О’Нила, графа Тирона. Его главная резиденция находилась в замке Дангивен. Ему также принадлежал замок Лимавади. Он провел большую часть 1590-х годов в вооруженном восстании с графом Тироном против английской короны. Его земли были «жестоко разорены» Генри Докврой, губернатором Дерри, пока О’Кахан не сдался. Около трети земель О’Кахана в графстве Лондондерри были предоставлены ему Хью О’Нилом, графом Тироном, который также был тестем О’Кахана.

## О’Кахан иБегство графов
В сентябре 1607 года граф Тирон, граф Тирконнелл и другие ирландские вожди бежали из страны. В том же месяце Донелл Баллах О’Кахан был посвящен в рыцари.
В начале 1608 года брат О’Кахана присоединился к восстанию Кахира О’Доэрти, и хотя сам О’Кахан официально не был замешан, его подозревали в том, что он знал о восстании. Его арестовали, но так и не осудили. Ирландский антиквар Фрэнсис Джозеф Биггер предположил, что, по слухам, он пытался бежать вместе с графом Тироном и другими мятежными ирландскими лордами, но ему помешала «случайная задержка парома при переправе». После бегства графа Тирона из Ирландии О’Кахан остался в замке Лимавади. Сэр Артур Чичестер, лорд-наместник короны в Ольстере, рассуждали, говорит Биггер, что это указывало не только на его симпатии к мятежникам, но субъективную сторону преступления. Это усугублялось тем, что в глазах англичан О’Кахан «в последнее время стал беспокойным и почти неуправляемым, так что, учитывая все обстоятельства, было решено взять его также на особое содержание в Дублинский замок». Биггер отмечает, что, хотя О’Кахан оставался верен своему сюзерену на протяжении всей семилетней кампании последнего против английской короны, в 1608 году он подчинился главному английскому государственному деятелю и полководцу в Ирландии Генри Доквре при условии, что О’Кахан получит достаточные земельные наделы, которые позволят ему утвердиться независимо от графа Тирона, и больше не будет владеть своими поместьями в феоде.

## Арест и смерть
Соглашение О’Кахана с Генри Докврой относительно его земель было одобрено английским правительством, но Артуру Чичестеру удалось убедить правительство отказаться от этой сделки. О’Кахан, по словам Биггера, «обезумел»: его поведение позволило Чичестеру заявить, что О’Кахан говорил и действовал предательски. О’Кахан провел остаток своей жизни в заключении в Лондонском Тауэре и умер там около 1626 года. Во время его заключения продолжалась английская колонизация Ольстера. Однако его законные права на земли междуречье Банн-Фойл никто не оспаривал, и, хотя О’Кахан больше не вернулся на свободу, ни один плантатор не претендовал на его собственность.